# Liste der denkmalgeschützten Objekte in Bockfließ
Die Liste der denkmalgeschützten Objekte in Bockfließ enthält die 9 denkmalgeschützten, unbeweglichen Objekte der niederösterreichischen Marktgemeinde Bockfließ.

## Denkmäler
| Foto |                 | Denkmal | Standort                                                 | Beschreibung | Metadaten |
| ---- | --------------- | --- | -------------------------------------------------------- | --- | --- |
| ja   | Datei hochladen | Pranger HERIS-ID: 13180 Objekt-ID: 9348                                                                            | vor Hauptstraße 38 Standort KG: Bockfließ                | Der Pranger stammt vermutlich aus der Zeit um 1500. Darunter führt ein Stiegenabgang zum ehemaligen Gemeindekotter. | BDA-Hist.: Q38171941 Status: § 2a Stand der BDA-Liste: 2025-06-30 Name: Pranger GstNr.: 257 Pranger (Bockfließ) |
| ja   | Datei hochladen | Pfarrhof HERIS-ID: 13160 Objekt-ID: 9328                                                                           | Hauptstraße 59 Standort KG: Bockfließ                    | Der 1684 errichtete Pfarrhof wurde Mitte des 18. Jahrhunderts umgebaut. | BDA-Hist.: Q38171565 Status: § 2a Stand der BDA-Liste: 2025-06-30 Name: Pfarrhof GstNr.: 4 Pfarrhof (Bockfließ) |
| ja   | Datei hochladen | Kath. Pfarrkirche hl. Jakobus d. Ä. HERIS-ID: 13162 Objekt-ID: 9330                                                | Hauptstraße 61 Standort KG: Bockfließ                    | Die neugotische Saalkirche wurde ab 1874 erbaut und 1876 geweiht. Die Einrichtung, darunter das Hauptaltarbild von Carl Joseph Geiger und Josef Kessler, stammt aus der Bauzeit. | BDA-Hist.: Q21538553 Status: § 2a Stand der BDA-Liste: 2025-06-30 Name: Kath. Pfarrkirche hl. Jakobus d. Ä. GstNr.: 1 Pfarrkirche (Bockfließ)                                                                                |
| ja   | Datei hochladen | Wohn- und Geschäftshaus HERIS-ID: 13167 Objekt-ID: 9335                                                            | Hauptstraße 70 Standort KG: Bockfließ                    | | BDA-Hist.: Q38171731 Status: Bescheid Stand der BDA-Liste: 2025-06-30 Name: Wohn- und Geschäftshaus GstNr.: 228 Kaffeehaus Bockfließ                                                                                         |
| ja   | Datei hochladen | Figurenbildstock hl. Johannes Nepomuk HERIS-ID: 13169 Objekt-ID: 9337                                              | bei Hauptstraße 72 Standort KG: Bockfließ                | Das Postament mit Steinfigur stammt laut Inschrift aus dem Jahr 1737. Der Holzbaldachin wurde 1935 errichtet. | BDA-Hist.: Q38171761 Status: § 2a Stand der BDA-Liste: 2025-06-30 Name: Figurenbildstock hl. Johannes Nepomuk GstNr.: 223/1 Nepomukstatue (Bockfließ)                                                                        |
| ja   | Datei hochladen | Dreifaltigkeitssäule HERIS-ID: 13153 Objekt-ID: 9321                                                               | vor Landeshauptmann Mayer-Platz 1 Standort KG: Bockfließ | Die laut Chronogramm 1729 von der Familie Abensperg und Traun gestiftete Säule wurde 1980 restauriert. | BDA-Hist.: Q38154636 Status: § 2a Stand der BDA-Liste: 2025-06-30 Name: Dreifaltigkeitssäule GstNr.: 10 Dreifaltigkeitssäule (Bockfließ)                                                                                     |
| ja   | Datei hochladen | Anlage Schloss Bockfließ samt Nebengebäuden (Meierhof, Schüttkasten, Falknerei) HERIS-ID: 111126 Objekt-ID: 128912 | Schloßplatz 1 Standort KG: Bockfließ                     | Die vierflügelige Anlage wurde Mitte des 16. Jahrhunderts errichtet und besitzt einen älteren Kern. Das oberste Geschoß stammt aus der zweiten Hälfte des 18. Jahrhunderts. Der Meierhof ist mit der Jahreszahl 1672 und das Portal des Schüttkastens mit der Jahreszahl 1670 bezeichnet, das ehemalige Falkner-Haus wurde im 16. Jahrhundert erbaut. | BDA-Hist.: Q37821904 Status: Bescheid Stand der BDA-Liste: 2025-06-30 Name: Anlage Schloss Bockfließ samt Nebengebäuden (Meierhof, Schüttkasten, Falknerei) GstNr.: 412, 414, 415, 416, 417, 418, 419, 323 Schloss Bockfließ |
| ja   | Datei hochladen | Dreifaltigkeitssäule, Brezerlbua HERIS-ID: 13177 Objekt-ID: 9345                                                   | vor Hauptstraße 116 Standort KG: Bockfließ               | Die Gnadenstuhl-Gruppe auf einer Säule stammt aus der zweiten Hälfte des 17. Jahrhunderts und ist mit den Jahreszahlen 1710 und 1765 bezeichnet. | BDA-Hist.: Q38171896 Status: § 2a Stand der BDA-Liste: 2025-06-30 Name: Dreifaltigkeitssäule, Brezerlbua GstNr.: 223/1 Brezlbua (Bockfließ)                                                                                  |
| ja   | Datei hochladen | Kriegerdenkmal HERIS-ID: 13161 Objekt-ID: 9329                                                                     | neben der Kirche Standort KG: Bockfließ                  | Die Steinplastik von Heribert Rath aus dem Jahr 1956 zeigt Georg als Drachentöter. | BDA-Hist.: Q38171584 Status: § 2a Stand der BDA-Liste: 2025-06-30 Name: Kriegerdenkmal GstNr.: 1 Kriegerdenkmal (Bockfließ)                                                                                                  |